# Ficus porphyrochaete
Ficus porphyrochaete är en mullbärsväxtart som beskrevs av Edred John Henry Corner. Ficus porphyrochaete ingår i släktet fikonsläktet, och familjen mullbärsväxter. Inga underarter finns listade i Catalogue of Life.